# Raimondo Bergamin
Raimondo Cesare Bergamin (Piazzola sul Brenta, 28 novembre 1910 – Parma, 14 gennaio 1991) è stato un missionario e vescovo cattolico italiano.

## Biografia
Iniziò quattordicenne la sua formazione presso la scuola apostolica dei missionari saveriani di Vicenza e abbracciò la vita religiosa nella congregazione; fu ordinato prete nel 1936 e nello stesso anno partì per le missioni in Cina.
Espulso dalla Cina nel 1954, rientrò in patria e nel 1958 fu inviato nella missione saveriana della prefettura apostolica di Padang, in Indonesia.
Fu eletto vescovo di Padang nel 1961 e resse la diocesi fino al 1983, quando si dimise per motivi di salute.
Rientrato in patria, fu coadiutore nella parrocchia di Piazzola sul Brenta; in seguito si ritirò nella casa madre della congregazione, a Parma, dove morì all’età di 80 anni.

## Genealogia episcopale
La genealogia episcopale è:
- Vescovo Johannes Wolfgang von Bodman
- Vescovo Marquard Rudolf von Rodt
- Vescovo Alessandro Sigismondo di Palatinato-Neuburg
- Vescovo Johann Jakob von Mayr
- Vescovo Giuseppe Ignazio Filippo d'Assia-Darmstadt
- Arcivescovo Clemente Venceslao di Sassonia
- Arcivescovo Massimiliano d'Asburgo-Lorena
- Vescovo Kaspar Max Droste zu Vischering
- Vescovo Cornelius Ludovicus van Wijckerslooth van Schalkwijk
- Arcivescovo Joannes Zwijsen
- Vescovo Franciscus Jacobus van Vree
- Arcivescovo Andreas Ignatius Schaepman
- Arcivescovo Pieter Mathijs Snickers
- Vescovo Gaspard Josephus Martinus Bottemanne
- Arcivescovo Hendrik van de Wetering
- Vescovo Arnold Frans Diepen
- Vescovo Johannes Aerts, M.S.C.
- Vescovo Piet Jan Willekens, S.I.
- Arcivescovo Albert Soegijapranata, S.I.
- Vescovo Raimondo Bergamin, S.X.